# Немиринцы (Городокский район)
Немиринцы (укр. Немиринці) — село в Городокском районе Хмельницкой области Украины.
Население по переписи 2001 года составляло 676 человек. Почтовый индекс — 32010. Телефонный код — 3251. Занимает площадь 0,302 км². Код КОАТУУ — 6821285201.

## Галерея

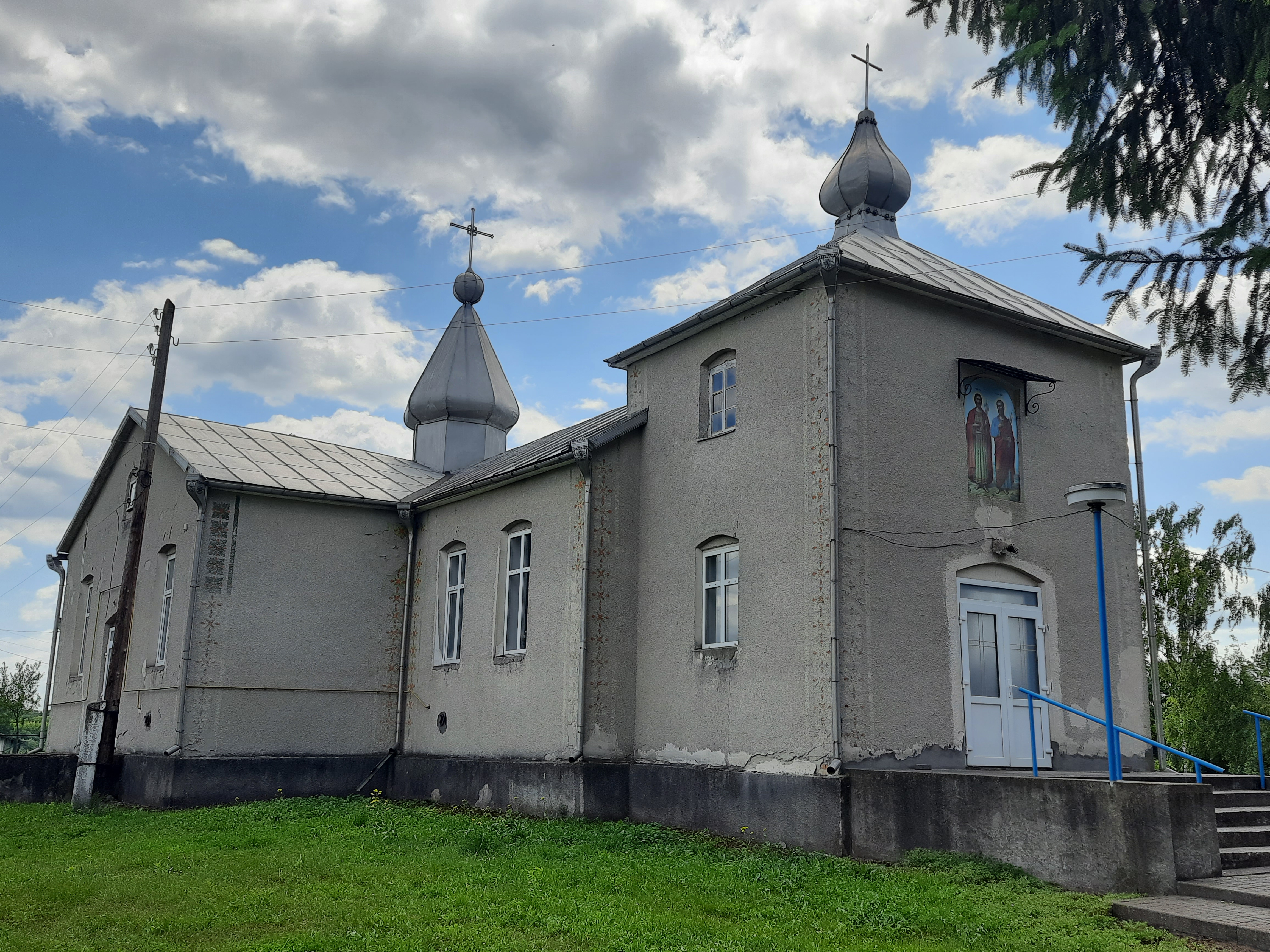
Космодемьянская церковь
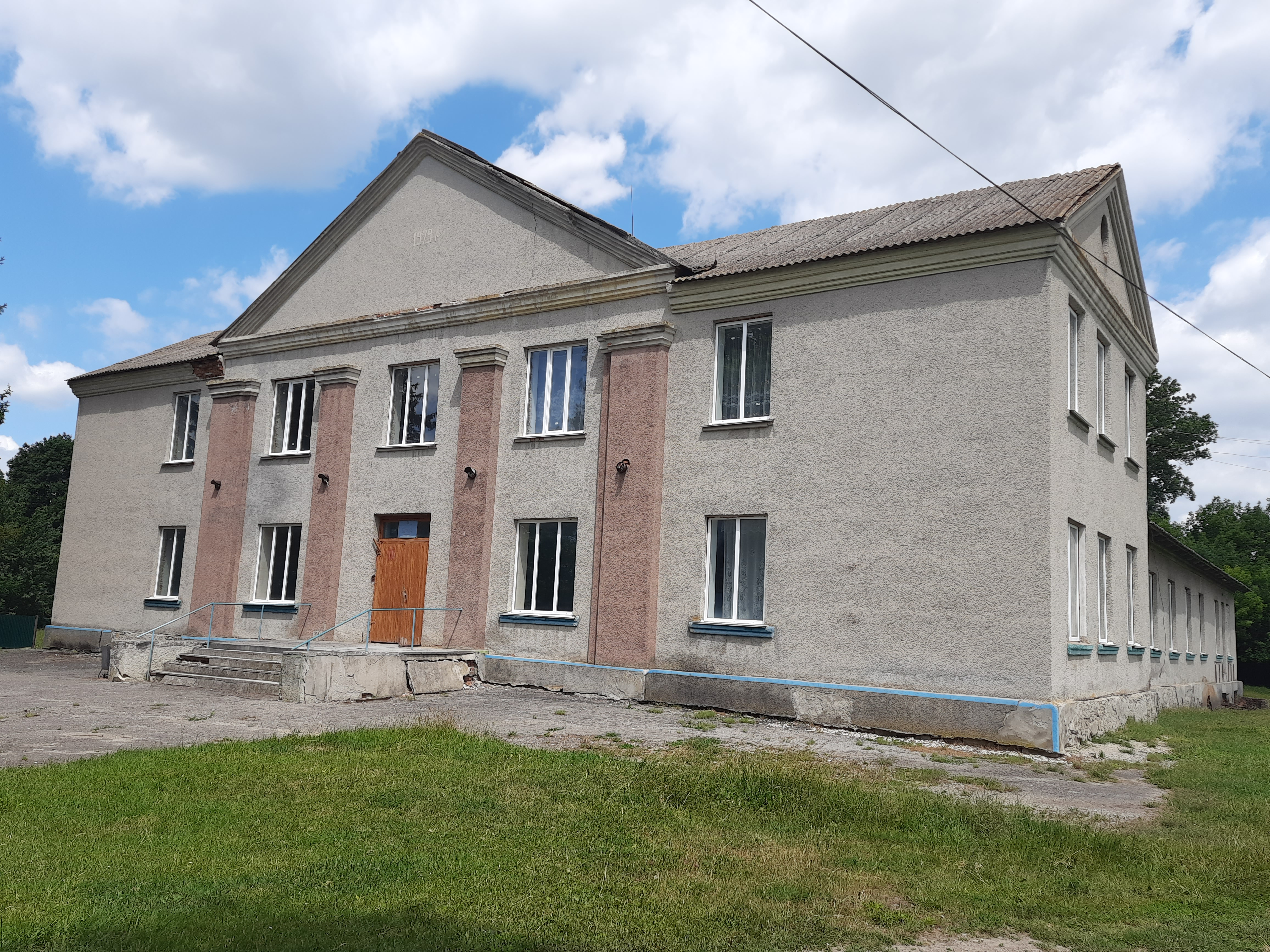
Дом культуры
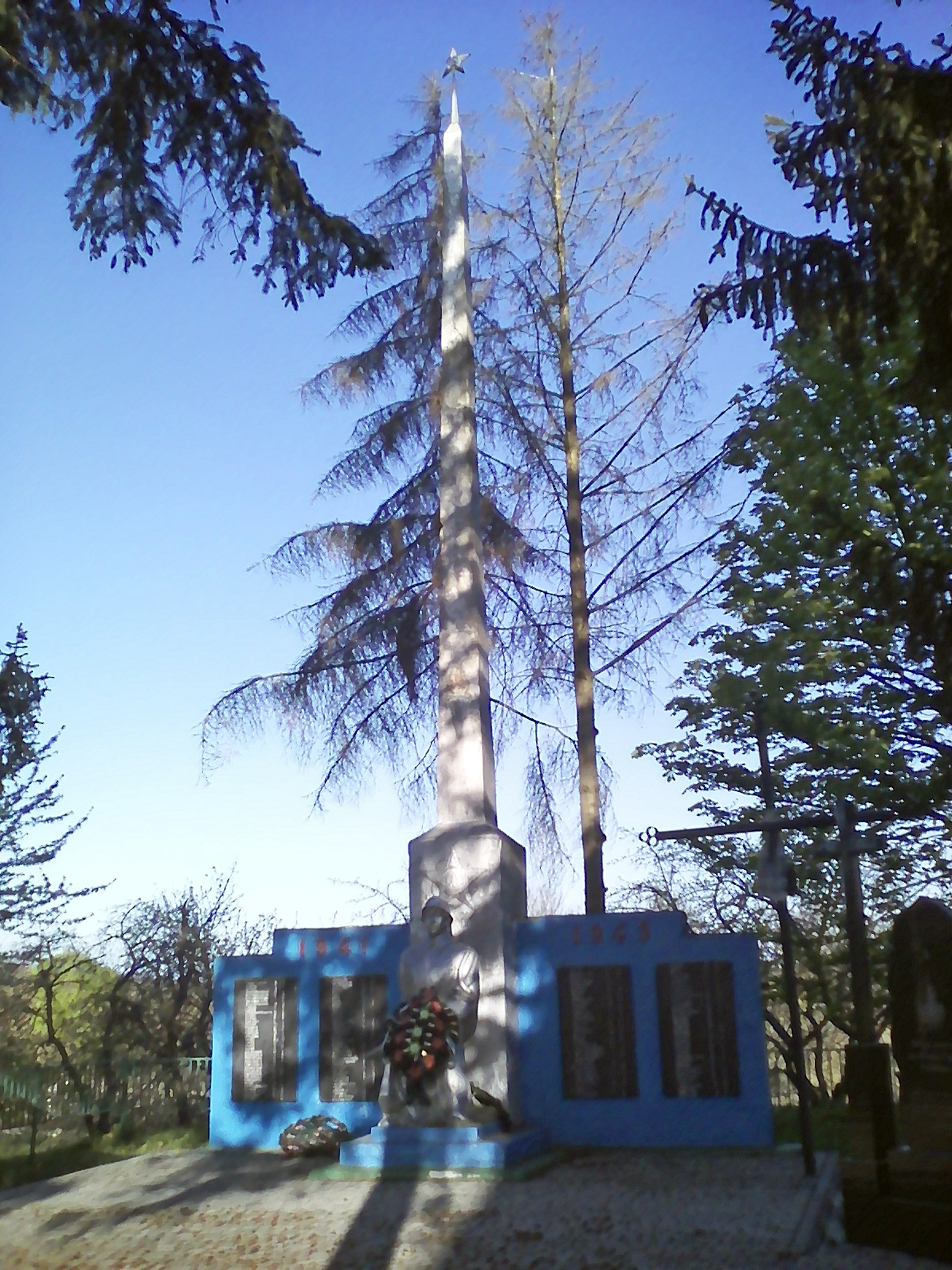
Памятник советским воинам, погибшим в Великой Отечественной войне 1941-45

## Местный совет
32010, Хмельницкая обл., Городокский р-н, с. Немиринцы, ул. Чапаева, 2